# Хайыр (озеро)
Хайыр (также озеро Песцовое) — небольшое, около 600 м в диаметре, озеро на территории республики Якутия (РФ). Расположено за полярным кругом, в Усть-Янском районе, в 5 км к югу от села Хайыр. Берега озера в основном крутые, в северо-восточной части имеется пологая низина, поросшая осокой. Вода в озере серая и мутная.
Площадь поверхности — 0,288 км².

## История
Интерес к озеру впервые появился когда в ноябре 1964 года замначальника Северо-Восточной экспедиции МГУ Г. Н. Рукосуев заявил, что в Хайыре живёт необычное животное со змеиной головой. Вслед за этим Н. Ф. Гладких, член биологического экспедиционного отряда Якутского филиала отделения АН СССР написал об озере следующее:
В 7 утра я взял ведра и пошел к озеру за водой. Раньше я слышал о существовании в озере «дьявола», но я не верю в нечистую силу, поэтому шел к озеру не остерегаясь, глядя себе под ноги, чтобы не споткнуться. Не доходя метров 15-20, я услышал что-то вроде всплеска, увидел, что из воды выползло неизвестное мне животное. Туловище его было длиной метра 4-4,5, высота 1,5—2 метра, шея длинная — пожалуй, метра полтора, и плоская небольшая голова, как у змеи. Цвет его темно-синий с отливом, кожа гладкая. Мне показалось, что оно поедало траву. У меня… невольно выпали ведра, «чудовище» повернуло свою змеиную голову в мою сторону. Я плохо помню дальнейшее, потому что был очень взволнован… Громко закричал, стремглав побежал к нашему лагерю, но, к сожалению, сотрудников отряда в это время в лагере не было. Когда я посмотрел на озеро, то увидел, что по нему расходились волны, хотя ветра не было, погода была тихая…
В СМИ и некоторых образовательных учреждениях страны были выдвинуты теории о сохранении в озере доисторических или реликтовых видов. Поэтому уже в 1965 году на поиски «чёрта» к озеру прибыла группа спортсменов-подводников, а также туристов. Но несмотря на тщательное исследование, ничего найдено не было. Тем не менее, местные жители из расположенного неподалёку поселка Хайыр, поделились своими поверьями. По их рассказам, в озере нет обычной рыбы, его избегают утки и гуси потому что в нём живёт огромная «щука-бык», которая может запросто проглотить рыбака вместе с лодкой. Но сама экспедиция сделала вывод о том, что Николай Гладких не мог наблюдать ничего необычного в данном озере (позже Гладких признался в том, что выдумал эту историю, а реакция Рукосуева так и осталась неизвестной). Более поздние экспедиции действительно рапортовали о нахождении в озере крупных экземпляров щук.